# Centre històric de la Secuita
El centre històric de la Secuita és un conjunt d'edificis i carrers de la Secuita (Tarragonès) protegits com a bé cultural d'interès local. El centre històric està format per cases adossades, de planta baixa i un o dos pisos, fetes de pedra i amb teulada. Es troben immobles d'origen medieval on encara són visibles elements decoratius com finestres gòtiques. La majoria de cases són dels segles XVIII.XIX o principis del xx. El poble ha crescut cap al sud-est, en dos eixamplaments.

## Història
Les primeres notícies documentals són del segle xii, quan els comtes de Barcelona van impulsar la repoblació i, concretament, quan Sant Oleguer de Barcelona, arquebisbe de Tarragona, confià aquesta tasca al normand Robert Bordet o d'Aguiló. Guillem de Claramunt rep de R. Bordet les terres del Codony, entre les quals hi havia part de les de la Secuita, per tal de fer-hi una sèrie d'establiments, per bé que els drets senyorials sobre la comarca els compartia amb altres senyors i amb el mateix arquebisbe. A partir de mitjans del segle xiii, les terres del Codony quedaren sota l'autoritat del monestir de Santes Creus i de l'arquebisbe de Tarragona, fet que donà lloc a conflictes. Calgueren acords i pactes, no sempre complerts, per solucionar la dualitat existent. A més, al llarg de l'Edat Mitjana, s'hi establiren dues institucions: la Batllia, que defensava els interessos del Monestir, i el Consell, que defensava els dels vilatans.
A començaments del segle xix, en prescriure tots els senyorius, Santes Creus deixà de regir els destins de la Secuita, que juntament amb Vistabella, els Masos, Tapioles i Pontarró formen un sol terme; a més, l'any 1842 s'hi afegí les Grunyoles i, el 1846, l'Argilaga-Montbuí.